# Лерешть (комуна)
Лерешть, Лерешті (рум. Lerești) — комуна у повіті Арджеш в Румунії. До складу комуни входять такі села (дані про населення за 2002 рік):
- Войнешть (1728 осіб)
- Лерешть (2888 осіб) — адміністративний центр комуни
- Пожорита (408 осіб)

Комуна розташована на відстані 127 км на північний захід від Бухареста, 54 км на північ від Пітешть, 149 км на північний схід від Крайови, 55 км на південний захід від Брашова.

## Населення
За даними перепису населення 2002 року у комуні проживали 5024 особи.
Національний склад населення комуни:
| Національність | Кількість осіб | Відсоток |
| -------------- | -------------- | -------- |
| румуни         | 4938           | 98,3%    |
| цигани         | 83             | 1,7%     |
| німці          | 3              | 0,1%     |

Рідною мовою назвали:
| Мова      | Кількість осіб | Відсоток |
| --------- | -------------- | -------- |
| румунська | 5023           | > 99,9%  |
| німецька  | 1              | < 0,1%   |

Склад населення комуни за віросповіданням:
| Релігія                                       | Кількість осіб | Відсоток |
| --------------------------------------------- | -------------- | -------- |
| православні                                   | 4832           | 96,2%    |
| лютерани                                      | 119            | 2,4%     |
| бретрени                                      | 48             | 1,0%     |
| адвентисти                                    | 15             | 0,3%     |
| п'ятдесятники                                 | 8              | 0,2%     |
| реформати                                     | 1              | < 0,1%   |
| лютерани (Синодально-пресвітеріанська церква) | 1              | < 0,1%   |